# Glyphonycteris daviesi
Glyphonycteris daviesi är en fladdermusart som först beskrevs av Hill 1964.  Glyphonycteris daviesi ingår i släktet Glyphonycteris och familjen bladnäsor. Inga underarter finns listade i Catalogue of Life.
Denna fladdermus förekommer i norra Sydamerika främst öster om Anderna. Utbredningsområdet sträcker sig från centrala Colombia och centrala Venezuela till norra Bolivia och norra Brasilien. Arten hittades även på ön Trinidad. Habitatet utgörs av städsegröna skogar.
Glyphonycteris daviesi vilar i trädens håligheter och bildar där flockar. Den jagar stora insekter och äter i viss mån frukter och mindre ryggradsdjur som grodor.
Arten når en absolut kroppslängd av cirka 80 mm, inklusive en cirka 10 mm lång svans. Den har 17 till 28 mm långa öron och väger ungefär 20 g. Ryggen är enfärgad brunaktig.